# Krstarice klase Moskva
Klasa Moskva (Projekt 1123 Kondor) bila je klasa sovjetskih protupodmorničkih krstarica. Predstavljale su divovski iskorak za sovjetsku ratnu mornaricu, kako u veličini tako i u koncepciji. 
Nakon što su s njima dokazali da sovjetski projektanti i brodograditelji mogu uspješno graditi i vrlo velike brodove sovjetska je ratna mornarica započela projekte izgradnje sve većih nosača zrakoplova koja je početkom osamdesetih godina prošlog stoljeća kulminirala početkom gradnje velikih nosača zrakoplova klase Kuznjecov.

## Vanjske poveznice
- Globalsecurity.org - Project 1123 Kondor Moskva class